# Municipio de Johnstown (Míchigan)
El municipio de Johnstown (en inglés: Johnstown Township) es un municipio ubicado en el condado de Barry en el estado estadounidense de Míchigan. En el año 2010 tenía una población de 3008 habitantes y una densidad poblacional de 31,81 personas por km².

## Geografía
El municipio de Johnstown se encuentra ubicado en las coordenadas 42°27′57″N 85°14′52″O / 42.46583, -85.24778. Según la Oficina del Censo de los Estados Unidos, el municipio tiene una superficie total de 94.55 km², de la cual 90,52 km² corresponden a tierra firme y (4,26 %) 4,03 km² es agua.

## Demografía
Según el censo de 2010, había 3008 personas residiendo en el municipio de Johnstown. La densidad de población era de 31,81 hab./km². De los 3008 habitantes, el municipio de Johnstown estaba compuesto por el 97,37 % blancos, el 0,33 % eran afroamericanos, el 0,47 % eran amerindios, el 0,33 % eran asiáticos, el 0,43 % eran de otras razas y el 1,06 % eran de una mezcla de razas. Del total de la población el 2,03 % eran hispanos o latinos de cualquier raza.